# Pereute leucodrosime
Pereute leucodrosime – motyl z rodziny bielinkowatych. Występuje w Ameryce Południowej (zwłaszcza na terenie Ekwadoru, Peru, Wenezueli i Kolumbii). Jego rozpiętość skrzydeł wynosi od 65 do 70 mm.